# Nick Jonas
Nicholas Jerry "Nick" Jonas (sinh ngày 16 tháng 9 năm 1992) là nam ca sĩ, người soạn nhạc và diễn viên người Mỹ, và là thành viên của ban nhạc Jonas Brothers, 1 ban nhạc pop-rock anh lập ra cùng với 2 anh trai, Joe và Kevin. Trong suốt sự nghiệp điện ảnh, Anh từng tham gia vào series truyền hình của Disney Channel có tên Jonas L.A. trong vai Nick Lucas, cùng với 2 anh của minh. Anh cũng góp mặt trong 2 bộ phim của Disney là Camp Rock và Camp Rock 2: The Final Jam. Hiện nay anh đang tham gia vào series phim truyền hình của DirectTV mang tên Kingdom. Trong sự nghiệp ca hát, anh thành lập một ban nhạc riêng của mình, mang tên Nick Jonas & the Administration. Ban nhạc đã cho ra đời album đầu tay, Who I Am, vào năm 2010. Vào ngày 10 tháng 11 năm 2014, anh phát hành album solo thứ 2 cùng tên, Nick Jonas.

## Đời sống riêng
Nick sinh ra tại Dallas, Texas, con trai của Denise, một cựu giáo viên ngôn ngữ ước hiệu và ca sĩ, và Paul Kevin Jonas Sr., một nhà soạn nhạc, nhạc sĩ và cựu mục sư ở nhà thờ. Anh lớn lên ở Wyckoff, New Jersey và học tại nhà cùng mẹ. Anh mang trong mình dòng máu Ý (thừa hưởng từ ông cố), Đức và Anh. Nick có hai người anh trai, Kevin (sinh năm 1987) và Joe (sinh năm 1989), cùng với người em trai Frankie (sinh năm 2000)
Anh được chẩn đoán mắc bệnh tiểu đường loại I khi 13 tuổi. Anh thành lập Quỹ Thay đổi cho trẻ em (Change for the Children Foundation). Hợp tác với 5 tổ chức từ thiện khác, mục tiêu của họ là quyên góp tiền và giúp mọi người nhận thức về bệnh tiểu đường.

## Sự nghiệp âm nhạc

### 2000-05: Khởi đầu sự nghiệp
Tài năng ca hát của Nick được phát hiện ra khi anh mới 6 tuổi. Anh bắt đầu biểu diễn ở Broadway khi chỉ mới 7 tuổi. Trong thời gian ở Broadway, anh đã tham gia vào nhiều vở kịch, bao gồm A Christmas's Carol, Annie Get Your Gun, Beauty and the Beast, Les Misérables. Vào năm 2000, khi biểu diễn Beauty and the Beast, anh cùng với cha mình viết bài hát "Joy to the World (A Christmas Prayer)." Bài hát đã trở nên phổ biến vào thời gian ấy.
Vào tháng 9 năm 2004, bài hát của Nick được phát hiện bởi hãng thu âm Columbia Records. Anh đã ký hợp đồng với hãng INO Records và Columbia Records, cùng với việc phát hành đĩa đơn mang tên " Dear God". Đĩa đơn thứ hai, "Joy to the World (A Christmas Prayer)", được anh thu âm lại và phát hành vào ngày 16 tháng 11. Album Nicholas Jonas của Nick, với sự góp mặt trong việc sáng tác của 2 người anh mình là Kevin và Joe, được dự kiến sẽ phát hành vào tháng 12 cùng năm, nhưng đã bị trì hoãn. Số lượng bản copy của album được bán ra cũng bị giới hạn.
Trước khi ban nhạc Jonas Brothers được thành lập, anh hoạt động với tư cách là ca sĩ solo, khi đó Kevin và Joe hát nền cho anh/ Nhà sản xuất thích giọng của họ và ký hợp đồng với cả 3

### 2005-10: Jonas Brothers
Sau khi gặp gỡ Nick Jonas và nghe ca khúc "Please Be Mine", ca khúc được sáng tác bởi cả ba anh em, hãng Columbia Records đã quyết định ký hợp đồng với cả ba. Ban nhạc dự định sẽ mang tên " Sons of Jonas" trước khi tên " Jonas Brothers" được nghĩ ra. Album đầu tay của ban nhạc, It's About Time, được phát hành vào ngày 8 tháng 8 năm 2006. Doanh số bán ra của album chỉ đạt trên 50,000 bản. Vào đầu năm 2007, hợp đồng của Jonas Brothers và Columbia Records chấm dứt.
Vào tháng 2 năm 2007, Jonas Brothers ký hợp đồng với hãng thu âm Hollywood Records. Album thứ hai cùng tên của ban nhạc, Jonas Brothers, được phát hành vào ngày 7 tháng 8 năm 2007. Trong tuần đầu tiên sau khi được phát hành, album đứng hạng 5 trên bảng xếp hạng Billboard 200 vào lúc đó. Cho đến hiện tại, album này đã đạt doanh thu trên 3 triệu bản trên toàn cầu. Vào ngày 17 thắng, 2007, Nick cùng với 2 anh trai mình đã làm khách mời trong một tập phim của series truyền hình ăn khách lúc bấy giờ, Hannah Montana. Tập phim ấy đã đạt được 10,7 triệu lượt xem.
Trong series truyền hình thực tế, Jonas Brothers: Living the Dream, được phát sóng vào ngày 16 tháng 5 năm 2008. Series xoay quanh về ban nhạc trong thời gian đi tour When You Look Me in the Eyes (cũng là tên của một bài hit của ban nhạc lúc bấy bấy giờ). Phần 2 của series, được phát sóng vào ngày 21 tháng 3 năm 2010, xoay quanh về hoạt động của ban nhạc xuyên suốt World Tour của ban nhạc tại châu Âu. Nick cùng với Kevin và Joe đã tham gia vào phim Camp Rock, trong đấy 3 anh em đóng vai 3 thành viên của ban nhạc " Connect Three". Joe đóng vai giọng ca chính, "Shane Gray"; Nick đóng vai tay guitar của ban nhạc, "Nate"; Kevin vào vai " Jason", cũng là tay guitar của nhóm. Soundtrack của bộ phim được phát hành vào ngày 17 tháng 6 năm 2008. Bộ phim được phát sóng vào ngày 20 tháng 6 năm 2008 trên kênh Disney Channel tại Hoa Kỳ. Hãng sản xuất bắt tay vào việc thực hiện phần 2, Camp Rock 2: The Final Jam, vào tháng 9 năm 2009 và bộ phim được phát sóng vào hè 2010.
Album thứ ba của Jonas Brothers, A Little Bit Longer, được phát hành vào ngày 12 tháng 8 năm 2008. Album được tẩu tán 2 triệu bản trên toàn thế giới. Ban nhạc xếp thứ 9 trong danh sách các nghệ sĩ Pop giàu nhất của 2008. Nick cùng 3 anh em của mình, Joe, Kevin, và Frankie, đã tham gia vào series truyền hình JONAS, nội dung về 1 ban nhạc cố gắng sống một cuộc giản dị, bình thường, được phát sóng vào ngày 2 tháng 5 năm 2009. Phần 2 của series, được sửa tên lại thành Jonas L.A., được phát sóng vào ngày 20 tháng 6 năm 2010. Series được thông báo rằng đã bị huỷ vào 8 tháng 11 năm 2010. Album thứ tư của Jonas Brothers, Lines, Vines, and Trying Times, được phát hành tại Hoa Kỳ vào tháng 6 năm 2009.

### 2010-2012: Dự án solo
Dự án ngoài lề của Nick Jonas là ban nhạc Nick Jonas and the Administration. Album đầu tay của nhóm được phát hành vào ngày 2 tháng 2 năm 2010. Nick Jonas cùng với dự án này đã thực hiện Tour Who I Am kéo dài 22 ngày. Cũng trong năm 2010, anh cùng 2 anh của mình cũng thực hiện các tour diễn. Vào tháng 9 và tháng 10 năm 2011, Nick Jonas and the Administration đã thực hiện tour tại Nam Mỹ để ủng hộ album đầu tay Who I am của ban nhạc.
Ngày 21 tháng 6 năm 2010, Nick bắt đầu biểu diễn ở West End trong vở Les Misérables, trong vai Marius Pontmercy, đến ngày 24 tháng 7 năm 2010. Trong khoảng thời gian ngày 5-7 tháng 8 năm 2011, anh đóng vai Link Larkin trong vở nhạc kịch Hairspray tại Hollywood Bowl. Anh cũng góp mặt trong nhiều series truyền hình Mr. Sunshine, Last Man Standing, Smash.

### 2012-2013: Sự trở lại và tan rã của Jonas Brothers
Vào ngày 1 tháng 5 năm 2012, sau 6 năm hợp tác với Hollywood Record, Jonas Brothers đã tách ra khỏi hãng thu âm. Ban nhạc dự định sẽ phát hành album mới dưới sự sản xuất của hãng thu âm mới.
Vào ngày 4 tháng 7 năm 2012, Nick Jonas cùng với Joe biểu diễn tại Philly's Fourth of July Jam. Ngày 18 tháng 7 năm 2012, anh tham gia Summer Tour 2012 của Demi Lovato tại Los Angeles.

## Sự nghiệp diễn xuất

### Broadway
Sự nghiệp của Nick bắt đầu khi anh được phát hiện ở tiệm cắt tóc lúc 6 tuổi. Năm 7 tuổi, anh bắt đầu biểu diễn tại Broadway. Anh đã diễn vài vở kịch, gồm A Christmas Carol (năm 2000 trong vai Tiny Tim và Scrooge 8 tuổi), Annie Get Your Gun (năm 2001 trong vai Little Jake), Beauty and the Beast (năm 2002 trong vai Chip), và Les Misérables (năm 2003 trong vai Gavroche). Sau khi Les Misérables chấm dứt, anh thủ diễn trong The Sound of Music (vai Kurt) tại Paper Mill Playhouse.

### Truyền hình
Nick và 2 anh trai, Joe và Kevin, đóng trong film của Disney Channel, Camp Rock. Họ đóng 1 ban nhạc tên "Connect Three." Nick đóng vai "Nate," tay guitar của nhóm (Kevin đóng "Jason," cũng là 1 tay guitar của nhóm, còn Joe đóng vai "Shane Gray", hát chính và nhân vật chính của film).
Series thực tế Jonas Brothers: Living the dream được phát sóng trên Disney Channel, nói về tour diễn When You Look Me In The Eyes của ban nhạc.
Nick đóng vai chính Nick Jonas, 1 ca sĩ trong ban nhạc nổi tiếng JONAS trong series truyền hình JONAS. Họ phải cố gắng sống cuộc sống bình thường, đi học và làm việc nhà trong khi là 1 ban nhạc nổi tiếng. Phim sẽ chiếu trên Disney Channel Asia ngày 9 tháng 8 năm 2009.